# Новиково (Себежский район)
Новиково —  деревня в Себежском районе Псковской области России. Входит в состав сельского поселения Себежское.

## География
Деревня расположена на юго-западе региона, в южной части района, на северо-восточном берегу озера Осыно, у автодороги А117, примерно в 30 км к юго-востоку от города Себеж.
Окружена молодым мелколиственным лесом (средний возраст около 50 лет), преимущественно вторичным, с преобладанием ольхи серой, берёзы бородавчатой, осины; есть единичные крупные дубы, вдоль основной местами сохранилась берёзовая аллея.  Почва в основном суглинистая.
В окрестностях часто встречаются заяц-русак, косули, лисы, кабаны, еноты, куницы.

## История
В 1995 — 2005 годах деревня входила в состав Осынской волости (ранее Осынского сельсовета), в 2005 — 2011 годах относилась к Долосчанской волости Себежского района.

## Население
| 2001 | 2002 | 2010 |
| ---- | ---- | ---- |
| 5    | ↗12  | ↘6   |

По данным переписи населения 2002 года постоянных жителей в деревне зафиксировано не было.

## Инфраструктура
Личное подсобное хозяйство. 

## Транспорт
Через деревню проходит автодорога 58К-284 «Опочка — Дубровка — государственная граница с Республикой Беларусь» (бывшая дорога А-117 «Опочка — Полоцк»).